# Attack on Titan
Attack on Titan (japanska: 進撃の巨人, Shingeki no Kyojin, ungefär "Framryckande jätten") är en kommersiellt framgångsrik och prisbelönt manga-serie som skapades av Hajime Isayama. Den ges ut av Kodansha i det månatliga magasinet Bessatsu Shōnen Magazine sedan den 9 september 2009 och för närvarande har 34 tankōbon-volymer släppts i Japan. Serien utspelar sig i en dystopisk värld där människor tvingas bo innanför enorma murar för att skydda sig mot titaner, en sorts människoätande jättar. Handlingen kretsar kring Eren Yeager ("Eren Jäger") och hans barndomsvänner Mikasa Ackerman och Armin Arlert, som går med i militären efter att deras hemby blivit förstörd av titanerna.
I april 2013 startades en anime baserad på serien. Den finns i fyra säsonger, varav den fjärde säsongen började sändas 7 december 2020. Animen gjorde att serien ökade i popularitet och försäljning. Från och med april 2017 hade mer än 66 miljoner exemplar sålts.

## Handling
Hundra år innan handlingens början har människoätande varelser som kallas titaner (japanska: 巨人, Kyojin, "jättar") dykt upp och nästan utrotat hela mänskligheten. Titanerna är 3-15 meter höga humanoider som oftast är mansliknande, men saknar fortplantningsorgan. De anfaller och äter upp människor instinktivt, men gör det inte för näringens skull. Deras hud är tjock och svår att tränga genom, och de läker väldigt snabbt från skador, förutom skador på en svag punkt i nacken, vilket dödar dem.

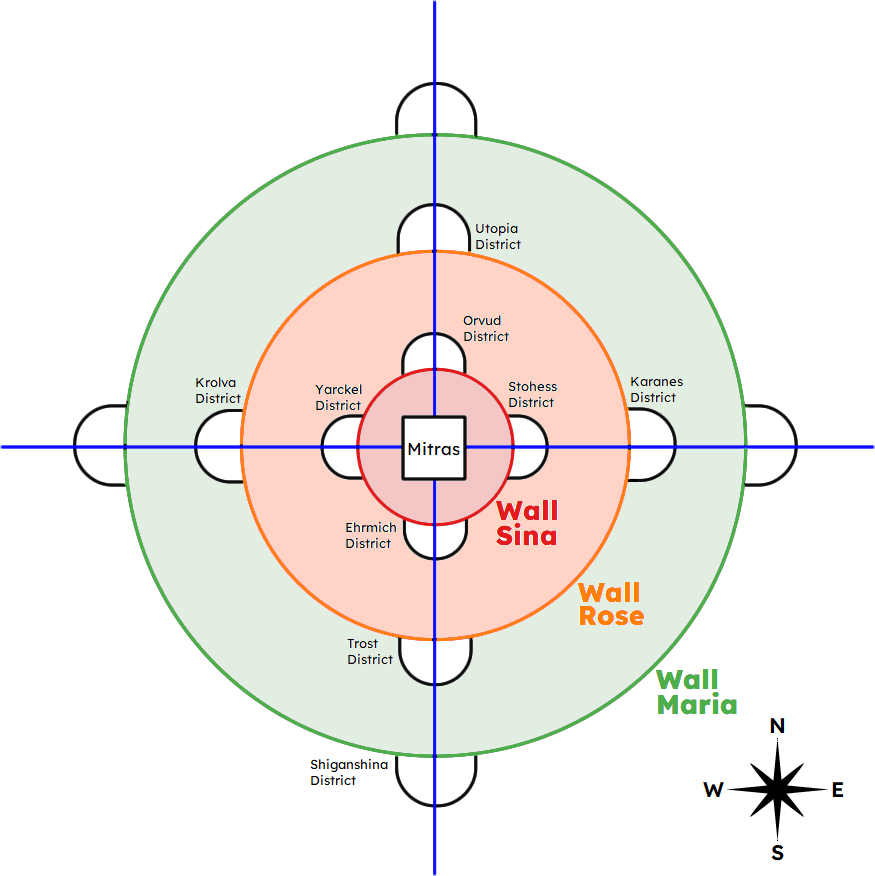
Människor i serien bor inom tre runda murar. De mindre murarna omger vissa byar och städer.

De människor som överlever attacken från titanerna bosätter sig i ett land som omges av tre höga, cirkelformade murar:
- Mur Maria (japanska: ウォール・マリア, Wōru Maria) – den yttersta muren.
- Mur Rosa (japanska: ウォール・ローゼ, Wōru Rōze) – den mellersta muren.
- Mur Sina (japanska: ウォール・シーナ, Wōru Shīna, även romaniserat som "Sheena") – den innersta muren.

Mänskligheten har sedan levt där i trygghet i hundra år, och många har aldrig ens sett en titan.
En pojke vid namn Eren Yeager (japanska: エレン・イェーガー, Eren Yēgā, "Eren Jäger") bor i den lilla byn Shiganshina, söder om mur Maria tillsammans med sin mor och med sin adoptivsyster Mikasa Ackerman. Allt förändras när en 60 meter hög titan plötsligt dyker upp och slår hål i den yttre muren kring Shiganshina, vilket gör det möjligt för de mindre, vanliga titanerna att invadera; en av dem äter upp Erens mor. En annan titan krossar även mur Maria, vilket tvingar överlevande, däribland Eren, Mikasa och deras bäste vän Armin Arlert, att evakuera till den inre muren. Den plötsliga ökningen av befolkning i de inre murarna leder till kaos och hungersnöd. Eren svär att han ska utrota alla titaner och går därför med i militären tillsammans med Mikasa och Armin.
5 år senare dyker den 60-meter höga "Kolosstitanen" upp igen vid murarna till Trost-distriktet. Erens träningspatrull blir brutalt dödad av mindre titaner som lyckas ta sig in via ett nytt hål uppsparkat av Kolosstitanen. Eren lyckas dock hjälpa till med att försvara staden efter att ha upptäckt sin mystiska förmåga att förvandla sig själv till en titan. ("Anfallstitanen"). Detta leder till att han återfår olika minnen av sin far Grisha Yeager som efter Mariamurens fall gav Eren denna förmåga och berättade också att sanningen om titanernas ursprung finns i källaren under Erens hus i Shiganshina-distriktet.
Dessa händelser uppmärksammas av Utforskningskåren (eng: The Survey Corps) och deras kommendör Erwin Smith som planerar att använda Erens förmåga för att återta Shiganshina och nå källaren. Eren, Mikasa och Armin hamnar i en specialstyrka för militära operationer som står under ledning av Levi Ackermann och Hange Zoë. Under en expedition i skogarna nära murarna blir de anfallna av en intelligent titan (Hontitanen. Eng: The Female Titan) som de senare avslöjar vara Annie Leonhardt, en kadett från Militärpoliskåren. De besegrar Annie, men hon sluter in sig själv i en kristall och tas in i arresten. Efter stridens hetta avlöjas det också att inuti murarna finns Kolosstitaner vilande och oförmögna att röra på sig än. Dessa blir kallade för Murtitaner (eng: Wall Titans).
Kort därefter börjar vilda Titaner dyka upp innanför Rosamuren samt en odjurslikande titan (eng: Beast Titan). Ymir, en av kadetterna i Utforskningskåren, visar sig också vara en titanskiftare som besitter Käfttitanen (eng: Jaw Titan) samtidigt som hennes närmaste vän Krista Lenz avslöjar sig som Historia Reiss, en medlem i den kungliga familjen innanför murarna. Två andra medlemmar från Utforskningskåren, Reiner Braun och Bertholdt Hoover avslöjar sig som Kolosstitanen och Pansartitanen (eng: Armored Titan), samma titaner som bröt upp Mariamuren vid Shiganshina-distriktet. Dessa försöker kidnappa Eren och Ymir men misslyckas. Under den brutala kampen upptäcker Eren att han besitter en kraft kallad för "Koordinatorn" (eng: The Coordinate) som gör att han kan styra andra vilda titaner, vilket han använder för att döda titanen som åt hans mor som hade dykt upp under striden. Samtidigt skickar han en hord av vilda titaner mot Reiner och Bertholdt som tvingas fly, samtidigt som Ymir frivilligt följer med dem för att offra sig åt fienden för att kunna rädda Historia från dem.
I efterspelet till dessa händelser upptäcker man att alla vilda titaner som dök upp innanför Rosamuren visar sig vara människor från närliggande byar som blivit förvandlade. Detta leder till att man upptäcker att alla vilda titaner som man hittills har dödat och bekämpat är vanliga förvandlade människor.
Eren, Mikasa, Armin och deras vänner går med i Levis specialstyrka samtidigt som Utforskningskåren blir en måltavla för Militärpoliskåren, ledda av Kenny Ackermann, Levis morbror. Mitt i allt upptäcker de också att om någon förvandlas till en vild titan via ett serum skapat ur titan-ryggmärgsvätska och äter upp en titanskiftare så kan man förvandlas tillbaka samt ärva skiftarens förmåga. Historia visar sig också vara tillsammans med sin far Rod Reiss de sista levande kvar i den kungliga familjen. Rod kidnappar Eren då han besitter Ursprungstitanens krafter (eng: The Founding Titan) som Grisha fick efter att ha ätit upp Frieda Reiss (Historias halvsyster) och som sen gick över till Eren efter att han åt upp Grisha.
Rod försöker övertala Historia om att låta sig själv förvandlas till en titan för att äta upp Eren och återta Ursprungarens krafter. Men Historia vägrar detta, och då Rod försöker konsumera serumet själv förvandlas han till en vild titan av gigantiskt storlek, vars brinnande ånga oavsiktligt dödar Kenny. Historia dödar då sin far (med hjälp av Utforskningskåren), den förra regeringen störtas och hon blir krönt till drottning.
Sedan alla politiska intriger har dött ut inleds operationen att återta Mariamuren med enorma militära resurser. Efter den brutala striden mot Odjurstitanen och Pansartitanen blir operationen en succé men inte utan stora förluster, och Erwin dör av sina skador efter en självmordsrusch mot Odjurstitanen med resterande soldater i kåren. Armin ärver Kolosstitanen när Levi ger honom ett titanserum givet av Kenny, som leder till att Armin äter upp Bertholdt. Eren och de andra återvänder till sitt barndomshem där källaren finns. Väl där får de sanningen om världen utanför: de tillhör ett folkslag kallat för Eldiafolk (eng: Eldians), svurna fiender till de härskande Marleyfolket som i ett tidigare krig den första Kungen Fritz flydde från och byggde upp murarna. De är inte de sista människorna kvar, utan bara en del av Eldiafolket förvisade till en ö kallad för Paradis-ön. Eldiafolket kallas också för "Ymirs ättlingar" (eng: Subjects of Ymir) vilket menas att de kan förvandlas till vilda titaner genom att bli incijerade av titan-ryggmärgsvätska, vilket har gjort att Eldiafolket blir förtryckt av Marleyfolket. Någon tid efter slaget om Shiganshina lyckas Utforskningskåren döda alla återstående vilda titaner som finns på ön.
Tre år senare startas ett anfall mot Marleys huvudstad Liberio under ledning av Eren och hans halvbror Zeke Yeager som är användaren av Odjurstitanen. Eren dödar Willy Tybur, en Eldian som kontrollerade Marley från skuggorna och ärver samtidigt Stridshammartitanen (eng: War Hammer Titan) efter att ha ätit upp Willys syster Lara. Eren sätts i arresten för olydnad mot överordnad men flyr med hjälp av en grupp extremistsoldater på Paradis-ön som kallar sig för Yeagerister (eng: Yeagerists). Zeke tas in under Levis bevakning. Han lyckas dock fly och Levi skadas men inte illa nog för att dö. Marleys luftskeppsflotta invaderar Paradis-ön och en kaotisk strid bryter ut.
Eren och Zeke återförenas mitt i blodbadet vilket för dem till en dimensionell avvikelse som kallas för "Stigarna" (eng: The Paths), ett interdimensionellt tomrum med flera stigar som kopplar ihop alla Eldianer genom tid och rum, där alla minnen delas, men där varken död eller liv existerar. Väl där möts de av undermedvetandet hos Ymir Fritz: Den första Ursprungstitanen vars plågsamma förflutna ledde till att hennes själ fängslades i Stigarna under flera tusentals år. Zeke försöker övertala Ymir att använda sina krafter för att sterilisera Eldiafolket från att föröka sig och få slut på konflikten, men till ingen nytta. Eren lyckas övertala henne att släppa loss sina krafter och starta Världsmullret (eng: The Rumbling), vilket resulterar i att alla Murtitanerna släpps fria för att påbörja sin marsch och trampa ihjäl allt mänskligt liv världen över bortanför Paradis-ön.
Utforskningskåren med några allierade från Marleyfolket, inklusive Reiner och numera befriade Annie ger sig av för att stoppa Erens globala folkmord. De besegrar flera Yeagerister men inte utan dödliga förluster, bland annat Hange. Efter alla omöjliga odds och uppoffringar lyckas de stoppa Världsmullret då Levi dödar Zeke och Mikasa dödar Eren, vilket får den mystiska kraften bakom titanernas ursprung att dö, som också får sagda krafter att försvinna helt. Alla vilda titaner och titanskiftare förvandlas tillbaka till sina mänskligs former, deras krafter försvinner och därmed befrias Eldiafolket från denna tusenåriga förbannelse.
Erens död släpper också fram blockerade minnen hos hans vänner som avslöjar att Eren kommer skona tjugo procent av mänskligheten och att hans vänner skulle bli sedda som världens hjältar för att ha dödat honom och stoppat Världsmullret.
Tre år senare, när världen och Paradis-ön börjar återbyggas, reser Armin och hans allierade ut som fredsmäklare med drottning Historia som ledare. Mikasa begraver Eren under ett träd på en kulle utanför Shiganshina-distriktet som han älskade att vila under. Mikasas sorg bryter ner henne då hon över allt annat vill återse Eren igen. En fågel dyker upp och drar upp hennes scarf hon fick av Eren som barn. Fågeln flyger iväg och hon tolkar der som ett tecken och tackar Eren för att ha lindat scarfen runt henne en allra sista gång.
Efter att en lång okänd tid passerat dör Mikasa av hög ålder, och Shiganshina som blivit en mer modern civilisation reduceras till ingenting efter ett våldsamt krig. Serien slutar med att en pojke och hans hund vandrar omkring bland de förfallna byggnaderna i distriktet och hittar Erens träd, som exakt liknar trädet Ymir föll ner i och fick sina krafter.

### Huvudpersoner
- Eren Yeager (japanska: エレン・イェーガー, Eren Yēgā, "Eren Jäger") – seriens protagonist, en ung man som går med i militären efter att hans hemby blivit invaderad av titaner.
- Mikasa Ackerman (japanska: ミカサ・アッカーマン, Mikasa Akkāman) – Erens adoptivsyster som går med i militären tillsammans med honom.
- Armin Arlert (japanska: アルミン・アルレルト, Arumin Arureruto) – Eren och Mikasas bäste vän, som går med i militären tillsammans med dem.

### Tredimensionell manöveranordning
För att bekämpa titaner har människorna som lever inom murarna utvecklat en typ av stridsutrustning, kallad "tredimensionell manöveranordning" (japanska: 立体機動装置, Rittai kidō sōchi), som tillåter användaren att snabbt manövrera hela kroppen i tre olika riktningar ("fram/bak", "höger/vänster", "upp/ner"). Detta tillåter användaren, med träning under rätt förhållanden, att snabbt manövrera in bakom en titans nacke och nedkämpa den med ett kraftigt svärdshugg mot dess svaga punkt. Utrustningen består av ett manöversele för kropp och ben som drivs av en pneumatisk drivstrålemekanism placerad på ländryggen, samt pneumatiskt utskjutbara änterkrokar med vinsch, placerade i två handgrepp, med vinschar på ländryggen. Pneumatiken drivs av gas från två flaskpaket hängande på var höft.
Manövrering går ut på att med handgreppen skjuta iväg änterkrokarna så de fastnar i något, gärna högre punkter från marken, följt av att användaren skjuter upp sig i luften med drivstrålemekanismen. Väl i luften används förankringspunkterna i kombination med manöverselen för att styra och kontrollera färdbanan, samtidigt som drivstrålemekanismen ger fortsatt framdrift. När användaren behöver en ny förankringspunkt trycker denna på en knapp som får vald änterkrok att tappa greppet, varefter den snabbt återvänder till användaren genom dess pneumatiska vinsch och blir redo att skjutas iväg igen. Vinscharna kan även användas för att dra användaren mot en förankringspunkt. Med utbildning och övning tillåter dessa koncept användaren att effektivt flyga genom terrängen så länge gasen räcker.
Beväpning utgörs traditionellt av tolv utbytbara brytbladssvärd uppdelade på två stora rektangulära slidor under var flaskpaket. Dessa svärd saknar egna handtag och är avsedda att kopplas på handgreppen för änterkrokarna. Anledningen att svärden är utbytbara med brytblad och kommer i uppsättningar om 12 är att titanernas hårda hud enkelt förstör eggen på blankvapen. Därför behöver svärden bytas ut ganska ofta, ibland flera gånger per strid.

### Militären (Eldias försvarsmakt)
Militären (japanska: 軍事, Gunji), senare Eldias försvarsmakt, är uppdelad i fyra försvarsgrenar (egentligen armékårer): Utbildningskåren, Garnisonkåren, Utforskningskåren och Militärpoliskåren.
(Notera att serien ej har översatts till svenska, varav nedan benämningar är direktöversättningar från den japanska ursprungsmangan.)
- Utbildningskåren (japanska: 訓練兵団, Kunren Heidan, engelska: Training Corps) – försvarsutbildningsorganisation som tränar upp nya rekryter och bestämmer vart de får söka vidare baserat på individuell prestation.

Kårens emblem består av en blank fyrfältig vapensköld med två korsade svärd.
- Garnisonkåren (japanska: 駐屯兵団, Chūton Heidan, engelska: Garrison) – armégarnison som handhar gränsförsvaret av landets murar och ansvarar för att försvara och stärka murarna vid titanattacker (jämför garnison, tornväktare). De utgör den första försvarslinjen för städerna innanför murarna och upprätthåller ordning hos civilbefolkningen både under fredstid och kristid (jämför ordningsvakt, kravallpolis). De specialiserar sig på försvarsstrid, personskydd, kontroll av folkmassor och hantering av eldhandvapen, samt murartilleriet.

Kårens emblem består av en blank fyrfältig vapensköld med två diagonalt placerade röda rosor, en i övre högra fältet och en i nedre vänstra fältet.
- Utforskningskåren (japanska: 調査兵団, Chōsa Heidan, engelska: Survey Corps) – jägarförband som verkar utanför murarna. Deras huvudsakliga uppgift är att genomföra upptäcktsresor och spaningsexpeditioner på fientlig eller okänd terräng i syfte att bedriva forskning om titanerna, såsom deras mål och ursprung. Som ett resultat är utforskningskåren traditionellt det enda förband som regelbundet kommer i närkontakt med titaner och aktivt måste bekämpa dem. Kåren specialiserar sig därför på användning av "tredimensionell manöveranordning" och strid mot titaner. Trots detta återvänder i genomsnitt bara hälften av utforskningskårens expeditioner. Å andra sidan är de överlevande oftast de skickligaste soldaterna i hela försvarsmakten, vilket konstant lägger ribban högt för nykomna medlemmar. Trots att de haft liten framgång historiskt symboliserar de fortfarande "mänsklighetens hopp" och de arbetar utefter hoppet att deras ansträngningar en dag kommer hjälpa människan återvinna det som har tagits ifrån dem av titanerna.

Kårens emblem (benämnd Frihetens vingar) består av en blank fyrfältig vapensköld täckt av två vingar, en vit till höger, överlappande en blå till vänster.
- Militärpoliskåren (japanska: 憲兵団, Kenpeidan, engelska: Military Police Brigade) – gendarmeriförband som reglerar och säkerställer allmän ordning inom murarna, oftast långt bort från titanerna. Kåren åtnjuter högre auktoritet över de andra försvarsgrenarna och deras arbete tillåter kårmedlemmar att leva inom säkerheten av den inre muren Sina, med tillgång till dess rikliga resurser.

Endast de tio bästa rekryterna per examineringsgrupp får gå med i Militärpoliskåren omedelbart efter avslutad grundutbildning i Utbildningskåren, vilket gör kåren den mest prestigefyllda försvarsgrenen. I verkligheten är det dock den mest korrumperade försvarsgrenen, med bristande tillsyn jämfört med de andra försvarsgrenarna. På grund av deras maktmissbruk och hantering av följder står Militärpoliskåren i konflikt med både Garnisonkåren och Utforskningskåren, särskilt den senare.
Kårens emblem består av en blank fyrfältig vapensköld täckt av en smaragdgrön enhörning med vit man i vänsterprofil.

## Seriens tillkomst
2006 skrev Hajime Isayama en engångspublikation på 65 sidor av Attack on Titan. Publikationen lämnade han till Weekly Shōnen Jump vid Shueisha som ville att han skulle ändra sin berättarteknik, vilket Isayama inte ville. Istället hamnade publikationen hos Bessatsu Shōnen Magazine i Kodansha.
Isayama har sagt att en av de främsta inspirationskällorna till serien var Muv-Luv Alternative, en visual novel i serien Muv-Luv. Huvudpersonen Eren Yeager är inspirerad av MMA-utövaren Yushin Okami. I september 2013 sade Isayama att han beräknar att serien kommer att innehålla 20 volymer, men har på senare tid konstaterat att serien blev längre än han trodde. Han hade planerat ett avslut där varje karaktär hade dött i serien. Han övervägde dock att ändra slutet på grund av att det kunde väcka starka reaktioner bland fansen.

## Utgivning
Attack on Titan ges ut månadsvis av Kodansha i Bessatsu Shōnen Magazine sedan den 9 september 2009. Den första tankōbon-volymen släpptes den 17 mars 2010. Den senaste volymen gavs ut den 9 augusti 2017.
I april 2014 hade 30 miljoner exemplar sålts av serien. I slutet av juli 2014 hade siffran stigit till 40 miljoner exemplar. I oktober 2015 såldes 50 miljoner exemplar. I september 2016 steg siffran till 60 miljoner exemplar. Sedan till 66 miljoner exemplar i april 2017. Seriens tolfte volym trycktes i 2,2 miljoner exemplar. Den trettonde volymen blev tryckt i 2,75 miljoner, ett försäljningsrekord i Japan. 
I USA släpps serien av Kodansha Comics USA. De publicerade den första volymen i juni 2012. I juli 2015 hade 2,5 miljoner exemplar sålts av serien i USA.

### Spinoff-media
Utöver huvudserien finns det sex spinoff-serier.
Before the Fall (進撃の巨人 Before the fall Shingeki no Kyojin: Before the Fall?) är en light novel-serie på tre volymer. Serien är skriven av Ryō Suzukaze med illustrationer av Thores Shibamoto. Serien utspelar sig innan Isayamas manga, och handlar om Anheru som arbetar i vapenavdelningen i militären, och försöker utforma vapen som kan döda titaner. Det finns även en manga baserad på Before the Fall, som blev publicerad den 26 augusti 2013 i magasinet Monthly Shōnen Sirius. Mangan tecknas av Satoshi Shiki.
Junior High (進撃！巨人中学校 Shingeki! Kyojin Chūgakkō?) är en manga-serie som publicerades i samma magasin som huvudserien, från den 9 april 2012 till den 9 juli 2016, Den skrevs och tecknades av Saki Nakagawa. Serien är en komedi som utspelar sig i en skolmiljö. En anime baserad på serien sändes från den 4 oktober 2015 till den 20 december 2015. Animen är regisserad av Yoshihide Ibata.
No Regrets (進撃の巨人 悔いなき選択 Shingeki no Kyojin Gaiden: Kuinaki Sentaku?) är en manga-serie som publicerades i shōjo-magasinet Aria från den 28 september 2013 till den 28 juni 2014. Den skrevs av Gan Sunaaku och tecknades av Hikaru Suruga. Serien handlar om Levis förflutna.
Spoof on Titan (寸劇の巨人 Sungeki no Kyojin?) är en yonkoma-serie av hounori. Serien finns tillgänglig digitalt på Manga Box. Den pågick från december 2013 till den 30 december 2014.
Attack on Titan: Harsh Mistress of the City (進撃の巨人　隔絶都市の女王 Shingeki no Kyojin Kakuzetsu Toshi no Joō?) är en light novel-serie skriven av Ryō Kawakami. Serien handlar om flickan Rita Iglehaut och hennes barndomsvän Mathias Kramer. Sammanlagt släpptes två volymer.
Attack on Titan: Lost Girls (進撃の巨人 LOST GIRLS Shingeki no Kyojin: Lost Girls?) är en roman skriven av Hiroshi Seko. Romanen innehåller tre berättelser med Mikasa Ackerman och Annie Leonhart. En manga baserad på romanen har också släppts av Ryōsuke Fuji. Tre OVA-avsnitt baserade på romanen ska släppas mellan december 2017 och augusti 2018, varav två redan har släppts.

## Annan media

### Anime
En anime baserad på serien sändes från april 2013 till september 2013 på den japanska kanalen MBS. Animen är regisserad av Tetsurō Araki och röstskådespelare är Yūki Kaji, Yui Ishikawa och Marina Inoue. Ett antal OVA-avsnitt har också släppts.
Den första säsongen följdes av två filmer: Attack on Titan – Part 1: Crimson Bow and Arrow (「進撃の巨人」前編～紅蓮の弓矢～ Shingeki no Kyojin Zenpen ~Guren no Yumiya~?) och Attack on Titan – Part 2: Wings of Freedom (「進撃の巨人」後編～自由の翼～ Shingeki no Kyojin Kōhen ~Jiyū no Tsubasa~?). En andra säsong av animen utannonserades vid premiären av den första filmen för någon gång under 2016. I december 2016 fick man veta att datumet hade flyttats till april 2017. Den andra säsongen regisserades av Masashi Koizuka och innehåller 12 avsnitt. Den tredje filmen, Attack on Titan: The Roar of Awakening (「進撃の巨人」 ～覚醒の咆哮～Shingeki no Kyojin ~Kakusei no Hōkō~), släpptes 13 januari 2018 och sammanfattar den andra säsongen. De första 12 avsnitten av den tredje säsongen sändes från juli 2018 till oktober 2018. De återstående 10 avsnitten av säsong 3 sändes från den 29 april 2019 till 1 juli 2019. En fjärde och sista säsong planeras att sändas hösten 2020.
[uppföljning saknas]

### Spelfilm
Två spelfilmer, som regisserades av storyboardaren Shinji Higuchi, hade premiär den 1 augusti respektive 19 september 2015 i Japan. Manuset skrevs av Yuusuke Watanabe, med hjälp från Hajime Isayama och filmkritikern Tomohiro Machiyama. Filmerna spelades in runtom i Japan, bland annat på den obebodda ön Hashima i Nagasaki prefektur. Berättelsen är baserad på världen och karaktärerna från mangan, och introducerar nya karaktärer, däribland Shikishima, som beskrivs som "mänsklighetens starkaste man" samt som en nyckelfigur i handlingen.
Huvudrollen Eren Yeager spelas av Haruma Miura, medan Mikasa Ackerman spelas av Kiko Mizuhara, Armin Arlert av Kanata Hongo, och Shikishima av Hiroki Hasegawa.

## Mottagande
2011 vann Attack on Titan priset Kodansha Manga Award. Animen har vunnit flera priser och gjorde att seriens popularitet ökade avsevärt.